# Synidotea brazhnikovi
Synidotea brazhnikovi là một loài chân đều trong họ Idoteidae. Loài này được Gurjanova miêu tả khoa học năm 1933.